# U-Bahnhof Caiazzo
Der U-Bahnhof Caiazzo ist ein unterirdischer Bahnhof der U-Bahn Mailand. Er befindet sich in der Nähe des gleichnamigen Platzes (piazza Caiazzo).
Er ist mit Amendola einer der zwei Bahnhöfe der Mailänder U-Bahn, die unter Denkmalschutz stehen.

## Geschichte
Der U-Bahnhof Caiazzo wurde am 27. September 1969 als provisorische Endstation des ersten Teiles der U-Bahn Linie 2 (Cascina Gobba–Caiazzo) in Betrieb genommen.
Einige Monate später, am 27. April 1970, wurde die Linie um eine Station bis zum U-Bahnhof Centrale FS verlängert.
2007 wurden die Bahnhöfe Caiazzo und Amendola unter Denkmalschutz gestellt, als wichtige Denkmäler des öffentlichen Designs der 60er Jahre; somit wurden in Italien zum allerersten Mal Bauwerke mit wenig als 50 Jahren denkmalgeschützt.

## Lage
Der Bahnhof Caiazzo hat zwei Gleise mit Seitenbahnsteigen. Über dem Gleisniveau befindet sich ein Zwischengeschoss mit Zutrittskontrolle.
Der Bahnhof ist dank zwei zweigleisigen Betriebsstrecken mit dem U-Bahnhof Pasteur der Linie M1 bzw. mit dem U-Bahnhof Repubblica der Linie M3 verbunden.

## Anbindung
| Linie | Verlauf |
| ----- | --- |
|       | Cologno Nord – Cologno Centro – Cologno Sud – Gessate – Cascina Antonietta – Gorgonzola – Villa Pompea – Bussero – Cassina de’ Pecchi – Villa Fiorita – Cernusco sul Naviglio – Cascina Burrona – Vimodrone – Cascina Gobba – Crescenzago – Cimiano – Udine – Lambrate FS – Piola – Loreto – Caiazzo – Centrale FS – Gioia – Garibaldi FS – Moscova – Lanza – Cadorna FN – Sant’Ambrogio – Sant’Agostino – Porta Genova FS – Romolo – Famagosta – Abbiategrasso – Assago Milanofiori Nord – Assago Milanofiori Forum |